# Ben Garrod
Ben Garrod es un biólogo evolutivo, primatólogo y osteólogo inglés.

## Biografía
Ben creció en la costa de Norfolk, y todavía sigue siendo su lugar favorito, pues no hay nada mejor que salir a su playa para ver qué especies (vivas y muertas) puede encontrar. Ahora vive en Bristol, donde a pesar de no admitir animales en su piso, vive con Lola, un esqueleto de mono aullador articulado.
A lo largo de la última década Ben ha vivido y trabajado en todo el mundo, principalmente metido en el mundo de la conservación de grandes simios - ha pasado varios años en África Central trabajando en el desarrollo y gestión de un sitio líder de campo de la conservación de chimpancés para el reconocido instituto científico Jane Goodall, donde entre otras cosas fue el responsable para habituar a los chimpancés salvajes. También ha trabajado extensamente en el sudeste de Asia para una organización de protección de orangutanes, en Madagascar estudiando la vida marina y en archipiélago del Caribe estudiando los monos introducidos. Ha viajado al archipiélago ártico de Svalbard la mayoría de los veranos, donde ayuda a la vida silvestre. Ben es un orador público y ha hablado en una serie de conferencias, debates públicos y festivales científicos, incluyendo el Festival de Ciencia de Cheltenham. También escribe artículos científicos para The Guardian.
Ben está muy involucrado en una amplia gama de organizaciones benéficas y organizaciones. Sus afiliaciones incluyen ser un administrador del Instituto Jane Goodall; un miembro del Consejo de la Sociedad de Primates de Gran Bretaña (PSGB); Embajador de la Fundación Vida Silvestre de Norfolk; Embajador para Bristol Museo; Patrón de Ciencias Nacionales Colecciones Asociación (NatSCA); y miembro de la Linnean Society.

## Educación y Estudios
Ben tiene una Licenciatura en Comportamiento Animal de la Universidad Anglia Ruskin, una maestría en Biología Animal Salvaje de la Royal Veterinary College y ha pasado recientemente su doctorado, enfocado a la evolución de monos en las islas tropicales, titulado "Primates del Caribe", del Colegio Universitario de Londres y la Sociedad Zoológica de Londres.

## Carrera televisiva
Además de su papel como Profesor en la Universidad de Anglia Ruskin, ha presentado una serie y varios programas de televisión, incluyendo Attenborough y el dinosaurio gigante con Sir David Attenborough en la BBC, además de su propio programa de seis capítulos de la BBC Cuatro "Secrets of Bones", el cual ha recibido un premio.